# 이방인 (2025년 영화)
"이방인"(프랑스어: L'Étranger)은 2025년 개봉 예정인 프랑스의 드라마 영화이다. 프랑수아 오종이 감독과 각본을 맡았으며, 알베르 카뮈의 동명 소설이 영화의 원작이다. 제82회(2025년) 베네치아 영화제 황금사자상 경쟁후보작이다.